# Malbrouck-Grünmeerkatze
Die Malbrouck-Grünmeerkatze (Chlorocebus cynosuros) ist eine Primatenart aus der Familie der Meerkatzenverwandten (Cercopithecidae). Sie ist eine der sechs Arten, in die die Grünen Meerkatzen in jüngeren Systematiken unterschieden werden.

## Merkmale
Malbrouck-Grünmeerkatzen sind wie alle Grünmeerkatzen schlanke, langschwänzige Primaten. Ihr Fell ist an der Oberseite graugrün gefärbt, die Unterseite ist heller. Das Gesicht ist schwarz gefärbt und von weißlichen Haaren an den Wangen und an der Stirn umgeben. Diese Tiere erreichen ein Gewicht von 4 bis 6 Kilogramm, wobei die Männchen schwerer als die Weibchen werden. Die Kopfrumpflänge beträgt 40 bis 60 Zentimeter und die Schwanzlänge bis zu 70 Zentimeter.

## Verbreitung, Lebensraum und Lebensweise
Diese Meerkatzen sind im südwestlichen Afrika beheimatet. Ihr Verbreitungsgebiet umfasst den Süden der Demokratischen Republik Kongo, Angola, Sambia, Botswana und das nördliche Namibia. Sie bewohnen sowohl offene Waldgebiete als auch Savannen.

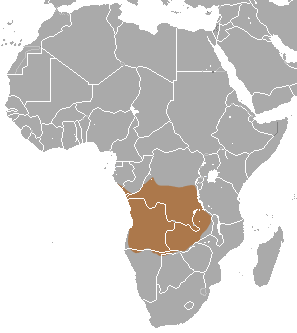
Verbreitungskarte der Malbrouck-Grünmeerkatze

Wie alle Grünmeerkatzen sind sie tagaktiv und halten sich sowohl am Boden als auch in den Bäumen auf. Sie leben in Gruppen von bis zu 50 Tieren, die aus mehreren Männchen und Weibchen samt dem Nachwuchs bestehen. Beide Geschlechter entwickeln eine Rangordnung, die unter anderem im Zugang zu Nahrungsquellen und bei der Fortpflanzung zum Tragen kommt.
Sie sind Allesfresser, die Früchte, Blätter, Triebe, Samen und andere pflanzliche Nahrung ebenso wie Insekten und andere Kleintiere zu sich nehmen.

## Systematik
Als Autor der Erstbeschreibung der Malbrouck-Meerkatze gilt der italienische Naturforscher Giovanni Antonio Scopoli, der sie 1786 veröffentlichte. Die erst 1928 durch den deutsch-amerikanischen Zoologen Ernst Schwarz festgelegte Terra typica der Malbrouck-Meerkatze ist die Hafenstadt Banana, die nördlich des Kongostroms liegt. Der größte Teil des Verbreitungsgebietes der Malbrouck-Meerkatze liegt aber südlich des Kongo. Da große Ströme aber als natürliche Verbreitungsgrenzen von Affenarten gelten (River-Barrier-Hypothese), könnte es sein, dass die Population nördlich der Kongomündung erst in historischer Zeit vom Menschen eingeführt wurde.
Ob die Malbrouck-Meerkatze tatsächlich eine eigenständige Art ist, ist zweifelhaft. Nach DNA-Untersuchungen clustert sie mit Chlorocebus pygerythrus pygerythrus, der Nominatform der Südlichen Grünmeerkatze. Die Population von C. p. pygerythrus aus Botswana bildet eine Klade zusammen mit der Malbrouck-Meerkatze und beide zusammen sind die Schwestergruppe der südafrikanischen Population von C. p. pygerythrus. An der Grenze der Verbreitungsgebiete von Malbrouck-Meerkatze und Südlicher Grünmeerkatze gehen die Merkmale der zwei Arten allmählich ineinander über.

## Gefährdung
Die IUCN listet die Malbrouck-Meerkatze als nicht gefährdet.